# Jardim do Morro

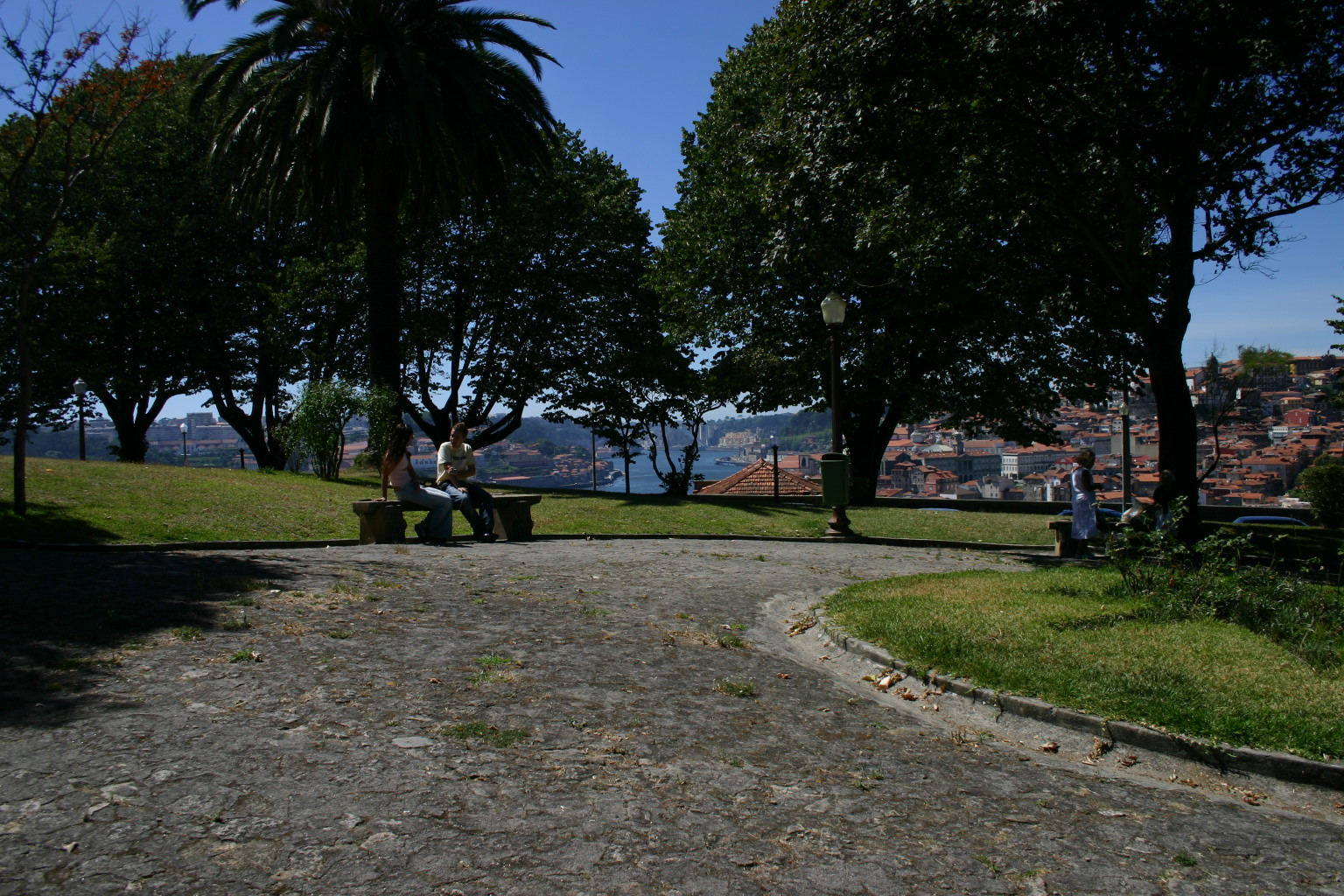
O Jardim do Morro.

O Jardim do Morro é um espaço verde na freguesia de Santa Marinha, em Vila Nova de Gaia, Portugal.
Localizado no sopé da Serra do Pilar, junto ao tabuleiro superior da Ponte Luiz I, constitui um magnífico miradouro para a zona histórica do Porto. Tem um lago, um coreto e uma vasta variedade de espécies vegetais, entre as quais se encontram 22 tílias alinhadas ao longo do tramo final da Avenida da República.
O Jardim do Morro foi construído em 1927 em Gaia. Desde então, o desenho pouco mudou apesar de em 2016 ser vizinho do metro e local de passagem de milhares de turistas. Mas o jardim histórico tem vindo a perder vivacidade, acentuando-se os sinais de degradação. Restam os tocos de árvores cortadas, papeleiras velhas, bancos grafitados e um lago sem água a envolver a gruta.
O Jardim do Morro, em Gaia, será requalificado durante o verão de 2016. As obras custarão meio milhão de euros e serão suportadas pela Câmara. O espaço verde, que  atrai muitos turistas, terá um anfiteatro ao ar livre, um parque geriátrico e uma cafetaria. A gruta e o lago serão preservados.

## Teleférico
O Teleférico de Vila Nova de Gaia liga a Praça de Super Bock no Cais de Gaia ao Jardim do Morro foi inaugurado em 1 de Abril de 2011, numa distância de 560 metros. O Teleférico de Gaia funciona entre as 10:00 e 18:00 no inverno e 10:00 e 20:00 no verão.